# National Basketball League 1937-1938
La stagione di National Basketball League 1937-1938 fu la prima edizione nella storia della National Basketball League. Vinsero il titolo gli Akron Goodyear Wingfoots.
Miglior giocatore fu eletto Leroy Edwards; miglior rookie fu Robert Kessler; miglior allenatore fu Cliff Byers.

## Risultati

### Stagione regolare

#### Eastern Division
| Squadra                   | V  | P  | %    |
| ------------------------- | -- | -- | ---- |
| Akron Firestone Non-Skids | 14 | 4  | 77,8 |
| Akron Goodyear Wingfoots  | 13 | 5  | 72,2 |
| Pittsburgh Pirates        | 8  | 5  | 61,5 |
| Buffalo Bisons            | 3  | 6  | 33,3 |
| Warren Penns              | 3  | 9  | 25,0 |
| Columbus Athletic Supply  | 1  | 12 | 9,1  |

#### Western Division
| Squadra                      | V  | P  | %    |
| ---------------------------- | -- | -- | ---- |
| Oshkosh All-Stars            | 12 | 2  | 85,7 |
| Whiting Ciesar All-Americans | 12 | 3  | 80,0 |
| Fort Wayne General Electrics | 13 | 7  | 65,0 |
| Indianapolis Kautskys        | 4  | 9  | 30,8 |
| Cincinnati Comellos          | 3  | 7  | 30,0 |
| Kankakee Gallagher Trojans   | 3  | 11 | 21,4 |
| Dayton Metropolitans         | 2  | 11 | 15,4 |

### Play-off
|  | Semifinali Somma punti delle due gare | Semifinali Somma punti delle due gare | Semifinali Somma punti delle due gare | Semifinali Somma punti delle due gare | Semifinali Somma punti delle due gare |  |  | Finale Al meglio delle tre partite | Finale Al meglio delle tre partite | Finale Al meglio delle tre partite | Finale Al meglio delle tre partite | Finale Al meglio delle tre partite |  |
|  |                                       |                                       |                                       |                                       |                                       |  |  |                                    |                                    |                                    |                                    |                                    |  |
|  | Akron Wingfoots                       | Akron Wingfoots                       | 26                                    | 31                                    | 57                                    |  |  |                                    |                                    |                                    |                                    |                                    |  |
|  | Akron Non-Skids                       | Akron Non-Skids                       | 21                                    | 31                                    | 52                                    |  |  | Akron Wingfoots                    | Akron Wingfoots                    | 29                                 | 31                                 | 37                                 |  |
|  | Oshkosh All-Stars                     | Oshkosh All-Stars                     | 40                                    | 41                                    | 81                                    |  |  | Oshkosh All-Stars                  | Oshkosh All-Stars                  | 28                                 | 39                                 | 35                                 |  |
|  | Whiting All-Americans                 | Whiting All-Americans                 | 33                                    | 38                                    | 71                                    |  |  |                                    |                                    |                                    |                                    |                                    |  |

## Vincitore
| Campione NBL 1937-1938               |
| ------------------------------------ |
| Akron Goodyear Wingfoots (1º titolo) |

## Premi NBL
- NBL Most Valuable Player: Leroy Edwards, Oshkosh All-Stars
- NBL Rookie of the Year: Robert Kessler, Indianapolis Kautskys
- NBL Coach of the Year: Cliff Byers, Akron Goodyear Wingfoots
- All-NBL First Team
  - Leroy Edwards, Oshkosh All-Stars
  - Scott Armstrong, Fort Wayne General Electrics
  - John Wooden, Whiting Ciesar All-Americans
  - Charley Shipp, Akron Goodyear Wingfoots
  - Chuck Bloedorn, Akron Goodyear Wingfoots
- All-NBL Second Team
  - Howard Cable, Akron Firestone Non-Skids
  - Jack Ozburn, Akron Firestone Non-Skids
  - Robert Kessler, Indianapolis Kautskys
  - Vince McGowan, Whiting Ciesar All-Americans
  - Bart Quinn, Fort Wayne General Electrics